# 線型性
線型性（せんけいせい、英語: linearity）あるいは線型、線形、線状、リニア（せんけい、英語: linear、ラテン語: linearis）とは、数学や工学の用語であり、視覚的には、グラフで表すと原点を通る直線や平面となるような代数構造のことである。対義語は非線型性（英語: Non-Linearity）。

## 表記のぶれ
英語の数学用語の linear に当てる日本語訳としては、線型が本来の表記であると指摘されることもあるが、他にも線形、線状などといった表記もしばしば用いられている。また一次という表記・表現もしばしば用いられている。というのは linear は、（多変数の）斉一次函数を指していると考えて間違っていない場合も多いためである。

## 線型写像
数学において、写像 f が線型であるとは、f について以下の2つの性質
- 加法性：任意の x, y に対して f(x + y) = f(x) + f(y)
- 斉次性（作用との可換性）: 任意の x, α に対して f (αx) = αf(x)

が満たされることである。ここで x, y は実数や複素数、あるいはベクトルなど一般に環上の加群の元、α はその環の元を表す。たとえば、一次関数はそのグラフが原点を通るとき、またそのときに限り線型性を持つ。
線型代数学はこのような線型の変換とそれによって保たれる空間の性質について研究する学問であり、ベクトル、ベクトル空間および行列によって表される線型写像や線型方程式系を扱う。また関数を関数に写す写像である作用素の線型性は関数解析学で扱われる。関数の微分を作用素と見なすことで得られる微分作用素（たとえば∇やラプラス作用素）の概念は線型作用素の重要な例である。

## 微分方程式
微分方程式が線型である場合は線型代数学の範疇で解を探すことができる。一方で、線型でない（非線型の）場合には、たとえばカオスのような問題が現れ、解くことが飛躍的に難しくなる。しかし、それゆえに、またパンルヴェ方程式のようにある種の対称性をもち、幾何学的に多様な性質を内包するものが存在するなどの理由により、数学者や物理学者などにとって興味深い対象が数多く存在するのも非線型微分方程式である。

## 重線型
多変数の写像の線型性として重線型性（多重線型性）がある。2変数の場合は
双線型性
1. f(x + y, z) = f(x, z) + f(y, z),
2. f(x, y + z) = f(x, y) + f(x, z),
3. f(cx, y ) = f(x, cy) = cf (x, y)

である。双線型な汎関数（双線型形式）の例としては内積や外積が挙げられる。さらに多変数の場合に
多重線型性
1. {\displaystyle f(x_{1},\ldots ,x_{i}+x'_{i},\ldots ,x_{n})=f(x_{1},\ldots ,x_{i},\ldots ,x_{n})+f(x_{1},\ldots ,x'_{i},\ldots ,x_{n})}
2. {\displaystyle f(x_{1},\ldots ,c\cdot x_{i},\ldots ,x_{n})=c\cdot f(x_{1},\ldots ,x_{i},\ldots ,x_{n})}

を考えることができる。例えば、行列式は列または行ベクトルに注目すれば多重線型形式である。

## 電気回路
入力と出力の関係に線型性のある電気回路は、線形回路と呼ばれる。特に増幅回路において、線形性の有無は重要である。線形性が不完全な場合は、増幅後の信号に歪みが生じる。